# Otto Weitling

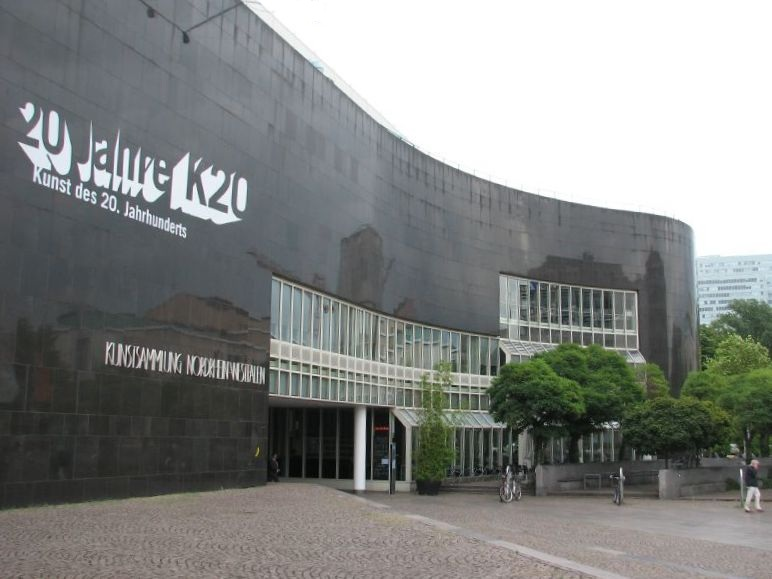
Kunstsammlung Nordrhein-Westfalen „K20“ in Düsseldorf von Otto Weitling und Hans Dissing

Otto Weitling (* 12. Januar 1930 in Haderslev) ist ein dänischer international tätiger Architekt.
Mit Hans Dissing gründete er das Büro Dissing+Weitling und wurde insbesondere durch die Arbeiten mit Arne Jacobsen bekannt. Gemeinsam arbeiteten sie an verschiedenen Bauten Jacobsens wie dem Mainzer Rathaus, dem Hamburger Christianeum, der Dänischen Botschaft in London oder dem Ostsee-Heilbad auf Fehmarn. Diese Projekte führten Weitling und Dissing nach dem Tod von Jacobsen 1971 fort. Mit Dissing arbeitete er später von 1975 bis 1985 an dem neuen Gebäude der Kunstsammlung Nordrhein-Westfalen in Düsseldorf und dem Gebäude der Zentralbank des Irak in Bagdad.
Er ist Ehrenmitglied im Bund Deutscher Architekten BDA. 1991 erhielt er die C.F. Hansen Medaille.